# 德米特里·乌斯季诺夫
德米特里·费奥多罗维奇·乌斯季诺夫（羅馬化：Dmitriy Fyodorovich Ustinov；1908年10月30日—1984年12月20日），苏联政治人物、苏联元帅，自1976年起担任苏联国防部长直至离世。

## 早年
乌斯季诺夫生于萨马拉的一个工人家庭。在俄国内战期间，其父因不堪饥饿，独自前往撒马尔罕，留下的乌斯季诺夫成了家里的顶梁柱。没过多久，在1922年，他的父亲去世了。第二年，他便和他的母亲搬到了伊万诺沃附近的马卡列夫，并在当地的造纸工坊中谋的一职。然而，他的母亲三年后便离开了人世。
他于1927年加入共产党，两年后在进入伊万诺沃理工大学机械系接受训练，之后又转入莫斯科鲍曼高等技术学校。1932年，乌斯季诺夫进入列宁格勒的军事机械工程学院深造，并于2年后毕业。毕业后被分配到列宁格勒海军炮兵研究所担任结构工程师。1937年，他作为工程师调入列宁格勒布尔什维克工厂，后来成为了该厂的负责人。

## 战争岁月
当纳粹1941年入侵苏联前夕，1941年6月9日时年33岁的乌斯季诺夫接任武器人民委员部人民委员。在这个职位上，他负责对从列宁格勒城至乌拉尔山以东的国防工业进行大规模疏散。超过80家军工企业的超过60万工人、技术员、工程师被转移和疏散。斯大林后来奖励乌斯季诺夫，称其为“红色领导”，并给与其苏联公民最高荣誉“社会主义劳动英雄”。战争结束后，乌斯季诺夫在征用德国二战期间的导弹开发计划资源来推动苏联的导弹和航天事业的发展上起到了至关重要的作用。

## 战后
1952年，乌斯季诺夫成为苏共第十九届中央委员会委员。斯大林死后，苏联武器部和苏联航空工业部于1953年3月15日合并为苏联国防工业部，乌斯季诺夫继续担任部长。1957年，他被任命为苏联部长会议副主席。乌斯季诺夫在1961年第二次被授予社会主义劳动英雄的荣誉，赫鲁晓夫嘉奖他的工作——确保了前苏联宇航员尤里·加加林成为地球轨道的第一人。
1963年，赫鲁晓夫重视乌斯季诺夫的管理技能，任命他为苏联部长会议第一副主席，掌管国民经济。
1964年10月，赫鲁晓夫被赶下台。作为国民经济最高委员会主席德米特里乌斯季诺夫，特地飛往黑海，将赫鲁晓夫带回到莫斯科。乌斯季诺夫于10月13日（星期二）上午抵达黑海，当时赫鲁晓夫正与法国原子能科学部长加斯顿·帕莱夫斯基交谈。乌斯季诺夫要求赫鲁晓夫立即返回莫斯科参加主席团的特别会议。赫鲁晓夫和乌斯季诺夫在日落时分降落在莫斯科伏努科沃机场，在那里一台ZiL加长轿车正等待带将他们带到克里姆林宫。

### 勃列日涅夫时代
赫鲁晓夫下台后，勃列日涅夫上台而乌斯季诺夫重返国防工业。1965年，勃列日涅夫任命乌斯季诺夫为中央政治局和中央委员会书记候补委员同时负责军事、国防工业、以及某些公安机关的监管工作。他还负责苏联战略轰炸机部队和洲际弹道导弹系统的发展。在国防工业乌斯季诺夫被称为米卡大叔。他还是切洛梅慢性子的个人对手。
1970年2月他发出一个指令，下令切洛梅设计局结合谢尔盖·科罗廖夫（后来由瓦西里·米申领导）的设计局研发阿尔马兹空间站。这个指令的目的是作为对礼炮空间站的发展动力。
得益于在国防工业的水涨船高，乌斯季诺夫在官僚机构中的权力与日俱增。当老将国防部长罗迪翁·马利诺夫斯基元帅在1967年去世后，人们曾普遍猜测，此任将落到乌斯季诺夫身上。然而与此相反，克里姆林宫选择了另一位军事家苏联元帅安德烈·格列奇科。

### 国防部长

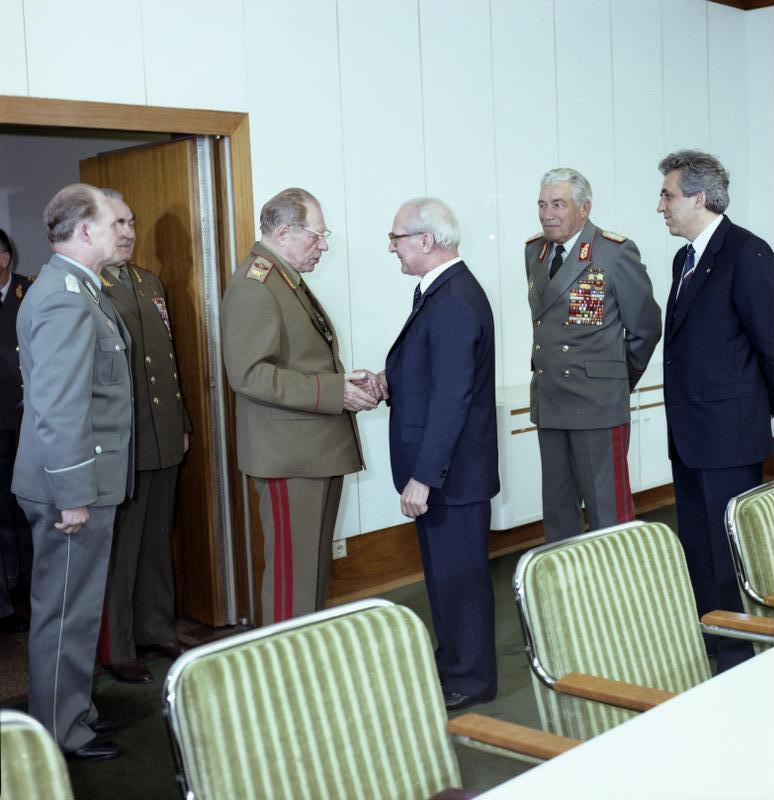
1984年，烏斯季諾夫與埃里希·昂纳克在東柏林。

在1976年，安德烈·格列奇科于4月26日死后，乌斯季诺夫成为国防部长，并于4月29日晋升为陆军大将。7月30日，他晋升为苏联元帅——苏联军中最高的军衔，虽然之前他并无军旅经历。 
1979年，乌斯季诺夫断言“苏联的军队能在一个高的水平确保完成党和人民的给予的任何任务。”在这一年，他和中央政治局其他成员共同決議入侵阿富汗。
苏联军队与日俱增的影响力提升了乌斯季诺夫在克里姆林宫的地位，他的支持是安德罗波夫得以接替勃列日涅夫的决定性因素。乌斯季诺夫也在契尔年科政权中有强大影响力，他的存在可以弥补后者的严重的健康问题和军事经验的不足。

### 乌斯季诺夫和KAL 007
1992年，俄罗斯总统叶利钦披露了从1983年底以来的五个绝密备忘录，包括在大韓航空007號班機空難坠毁数周内的书面备忘录。这些备忘录刊登在1992年10月16日出版的“消息报”第228期上。据这些备忘录所称，苏联方面已经能够复原从大韩航空007打捞出的“黑匣子”并破译其磁带。此后，乌斯季诺夫以及当时克格勃负责人维克多·切布里科夫建议总理安德罗波夫不公开他们拥有的黑匣子，因为它的磁带不能支持苏联的论点——大韩航空007执行美国间谍任务。

## 死亡及遗产
1984年11月7日，乌斯季诺夫并未出席并指挥一年一度为庆祝十月革命而举行的红场阅兵式，取而代之的是国防部第一副部长索科洛夫元帅。乌斯季诺夫在此后不久便被确诊为肺炎，病危病房的医生不得不调正动脉瘤在主动脉瓣的位置，他的肝脏和肾脏的病状也在不久后恶化，最终因心脏停止而死亡。死后，苏联为乌斯季诺夫举行了国葬，并于12月24日将其骨灰安葬于克里姆林宫红场墓园。
为了纪念乌斯季诺夫，伊热夫斯克曾改名为乌斯季诺夫，不过在戈尔巴乔夫执政后，被冠名为已故领导人的城市都更改回原名，伊热夫斯克也不例外。不过一家名为波罗的海国立军事和机械技术大学更名为波罗的海国立乌斯季诺夫军事和机械技术大学。也有一艘以他命名的光荣级巡洋舰乌斯季诺夫元帅号。 
乌斯季诺夫有一个儿子，尼古拉·乌斯季诺夫（1931–1992）。

## 荣誉和奖章

### 苏联勳章
|  | 蘇聯英雄金星獎章：1978年7月30日                                                                  |
|  | 社会主义劳动英雄：1942年，1961年                                                                 |
|  | 列宁勋章：1939年，1942年，1944年，1951年，1956年，1957年，1958年，1968年，1971年，1978年，1983年 |
|  | 一级苏沃洛夫勋章：1945年                                                                         |
|  | 一级库图佐夫勋章：1944年                                                                         |
|  | 保衛蘇聯國界有功獎章                                                                             |
|  | 1941-1945年大衛國戰爭中忘我勞動獎章                                                              |
|  | 鞏固戰鬥友誼獎章                                                                                 |
|  | 處女地開墾獎章                                                                                   |
|  | 保衛莫斯科獎章                                                                                   |
|  | 戰勝日本獎章                                                                                     |
|  | 1941-1945年偉大衛國戰爭勝利二十週年獎章                                                          |
|  | 1941-1945年偉大衛國戰爭勝利三十週年獎章                                                          |
|  | 1941-1945年偉大衛國戰爭勝利四十週年獎章                                                          |
|  | 苏维埃陆军海军三十周年奖章                                                                       |
|  | 蘇聯武裝力量四十週年紀念獎章                                                                     |
|  | 蘇聯武裝力量五十週年紀念獎章                                                                     |
|  | 蘇聯武裝力量六十週年紀念獎章                                                                     |
|  | 蘇聯軍隊五十週年紀念獎章                                                                         |
|  | 弗拉基米爾·伊里奇·列寧誕辰一百週年紀念獎章                                                       |
|  | 列寧格勒建城兩百五十週年紀念獎章                                                                 |
|  | 莫斯科建城八百週年紀念獎章                                                                       |
|  | 列宁奖：1982年                                                                                   |
|  | 一级国家斯大林奖：1953年                                                                         |
|  | 苏联国家奖：1983年                                                                               |

蒙古人民共和国
- 蒙古人民共和国英雄（1981年8月6日）
- 苏赫巴托勋章，三次（1975年、1978年、1981年）
- 红绶带勋章（1983年）
- 其他6枚勋章

捷克斯洛伐克
- 捷克斯洛伐克社会主义共和国英雄（1982年10月6日）
- 克莱门特·哥特瓦尔德勋章，两次（1978年、1983年）
- 白狮勋章，一级（1977年）
- 其他2枚勋章

越南
- 胡志明勋章（1983年）

保加利亚
- 格奥尔基·季米特洛夫勋章，两次（1976年、1983年）
- 其他7枚勋章

波兰
- 一级格伦瓦德十字勋章（1976年）

秘鲁
- 空军服务勋章

匈牙利
- 匈牙利人民共和国国旗勋章（1978年、1983年)

阿富汗民主共和國
- 太阳自由勋章（1982年）

东德
- 卡尔·马克思勋章，两次（1978年，1983年）
- 沙恩霍斯特勳章（1977年）

芬兰
- 大十字级芬兰白玫瑰勋章（1978年）

古巴
- 吉隆滩勋章（1983年）
- 其他勋章2枚